# Liberecký kraj
Der Liberecký kraj (deutsch Reichenberger Region) ist eine der 14 Regionen in Tschechien. Die auf die Fläche bezogen kleinste tschechische Region (außer der Hauptstadt Prag) liegt im Nordosten Böhmens. Verwaltungssitz ist Liberec (deutsch Reichenberg). Hier befindet sich das Dreiländereck Deutschland-Polen-Tschechien.

## Landschaft
Zum Bezirk gehört der Norden der Česká kotlina (deutsch Böhmischer Kessel), Jizerské hory (deutsch Isergebirge), westliche Krkonoše mit den Vorbergen (Riesengebirge) und der östliche Teil vom Lausitzer Gebirge. Im Norden grenzt der Bezirk auf 20 km Länge an Deutschland und 130 km lang an Polen. Im Uhrzeigersinn folgen die böhmischen Regionen Königgrätz, Mittelböhmen und Aussig. Der Bezirk ist meist gebirgig. Höchster Punkt ist der Kotel (deutsch Kesselkoppe) unweit von Harrachov (deutsch Harrachsdorf) und Rokytnice nad Jizerou (deutsch Rochlitz an der Iser) mit 1.435 m ü. M., der niedrigste Punkt mit 208 m ü. M. das Gebiet, in dem der Fluss Smědá (deutsch Wittig) das Gebiet Tschechiens verlässt. Ein bekannter Berg ist der Ještěd (deutsch Jeschken) am westlichen Stadtrand von Liberec mit 1.012 m ü. M.; der nordöstliche Teil gehört zu den kälteren Regionen, die westlichen und südwestlichen Teile zu den etwas wärmeren Gegenden. Das Wasser wird größtenteils in drei Flüssen gesammelt, der Ploučnice (deutsch Polzen), Lausitzer Neiße und der Jizera (deutsch Iser). Im Bezirk befinden sich auch Mineralquellen und Heilmoore.

## Fläche
Der Bezirk nimmt 4,0 % der Gesamtfläche Tschechiens ein. Mit Ausnahme von Prag ist er damit mit 3.163 km² der kleinste Bezirk Tschechiens. Landwirtschaftlich nutzbarer Boden nimmt 22,3 % ein und liegt damit weit unter dem Landesdurchschnitt. Einen hohen Anteil hat dafür das Waldgebiet mit 44,2 %.

## Rohstoffe
Im Bezirk befinden sich Lagerstätten von qualitativ hochwertigen Glas- und Gießereisanden. Bekannt sind auch die hier gebrochenen Dekorations- und Bausteine. Im Okres Semily wird Steinkohle gefördert. Im Okres Česká Lípa wurde bis in die jüngste Zeit Uran gefördert.

## Demografie
Am 1. Januar 2017 zählte der Bezirk 440.636 Einwohner (Anteil an Bevölkerung Tschechiens 4,2 %). Die Bevölkerungsdichte betrug 2012 138,6 Einwohner pro km² und lag leicht über dem Staatsdurchschnitt. Die höchste Konzentration wurde im Okres Jablonec nad Nisou mit 219 Einwohnern je km² erreicht. Im Bezirk befinden sich 216 Gemeinden. In Orten mit weniger als 500 Einwohnern leben 5,9 % des Bezirkes. In den Städten leben 78,0 % der Bevölkerung. Zentrum des Kreises ist die Kreisstadt Liberec mit etwa einhunderttausend Einwohnern. Das Durchschnittsalter mit 41,8 Jahren liegt leicht unter dem Landesdurchschnitt. Durch die niedrige Geburtenrate kommt es im Bezirk zur Überalterung, obwohl Okres Česká Lípa das niedrigste Durchschnittsalter in Tschechien aufweisen kann.

## Größte Städte
| Stadt                | Einwohner (1. Januar 2017) |
| -------------------- | -------------------------- |
| Liberec              | 103.853                    |
| Jablonec nad Nisou   | 45.702                     |
| Česká Lípa           | 37.201                     |
| Turnov               | 14.330                     |
| Nový Bor             | 11.826                     |
| Semily               | 8.472                      |
| Hrádek nad Nisou     | 7.645                      |
| Frýdlant v Čechách   | 7.536                      |
| Mimoň                | 6.470                      |
| Tanvald              | 6.389                      |
| Chrastava            | 6.189                      |
| Železný Brod         | 6.070                      |
| Lomnice nad Popelkou | 5.581                      |
| Jilemnice            | 5.470                      |
| Doksy                | 5.168                      |

## Wirtschaft
Der Bezirk ist stark industrialisiert. Wichtige Rollen spielen die Glas- und Bijouterieindustrie, Kunststoffverarbeitung, der Maschinenbau sowie Automobilzulieferer. Die traditionelle Textilindustrie verliert immer mehr an Bedeutung. In der Landwirtschaft, die allerdings kaum eine Rolle spielt, werden Getreide und Futterpflanzen angebaut. Vor allem in der zweiten Hälfte der 90er Jahre siedelte sich im Bezirk eine große Anzahl ausländischer Unternehmen an. Wachstum ist auch im Bereich Handel und beim Fremdenverkehr zu verzeichnen.

## Volkswirtschaftliche Kennzahlen
Der Bezirk beteiligt sich mit 3,5 % am Bruttoinlandsprodukt Tschechiens.

## Arbeitsmarkt
Die Umstrukturierungsmaßnahmen in der Industrie und die Stilllegung des Uranabbaus trugen stark zur Arbeitslosigkeit bei. Sie lag Ende März 2017 mit 4,93 % leicht über dem staatlichen Durchschnitt (4,79 %). Der Verdienst liegt unter dem Landesdurchschnitt und beträgt 15.102 CZK.

## Verkehrsinfrastruktur
Die gesamte Länge des Schienennetzes beträgt 543 km und liegt weit über dem Durchschnitt in Tschechien. Die Hauptverkehrsader bildet die Schnellstraße von Praha nach Liberec, weitere wichtige Verkehrsadern verbinden den Bezirk von Norden nach Süden (Svor-Česká Lípa-Mělník) und nach Westen (Děčín-Nový Bor-Chrastava-Liberec-Turnov-Hradec Králové). 20 % der Straßen gehören zur Kategorie 2, 66,5 % zur Kategorie 3.

## Umwelt
Die wachsende Mobilisierung wirkt sich negativ auf die Lebensqualität aus. Auch die Wärmekraftwerke tragen zur Verunreinigung der Luft bei. Etwa 60 % der Gesamtfläche des Bezirkes gehört zum Wasserschutzgebiet, der höchste Anteil in Tschechien. Bedingt durch eine Vielfalt an Ökosystemen wurden im Bezirk 115 kleinflächige Schutzgebiete (8 Nationale Naturreservate, 8 Nationale Naturdenkmale, 35 Naturreservate und 64 Naturdenkmale) sowie 9 großflächige Schutzgebiete (1 Nationalpark, 5 Landschaftsschutzgebiete, 3 Naturparke) ausgewiesen.
Siehe auch: Liste der Naturschutzgebiete im Liberecký kraj

## Soziale Einrichtungen

### Schulwesen
Neben den Grundschulen sind im Bezirk auch Sonderschulen für körperlich und seelisch Behinderte stark vertreten. Seit 1990 erhöhte sich die Zahl der Gymnasien, während die Zahl der Fachgymnasien zurückging. An Hochschulen gibt es in Liberec die Technische Universität Liberec. Neben den Studienfächern Maschinenbau und Textiltechnologie (einzige Fakultät in diesem Bereich in Tschechien), wird Pädagogik, Wirtschaftswissenschaften, Architektur, Mechatronik und Ingenieurwesen gelehrt.

### Gesundheitswesen
Insgesamt 10 Krankenhäuser, das größte in Liberec, befinden sich im Kreis. In Vysoká nad Jizerou praktiziert eine Spezialklinik für plastische Chirurgie und Handchirurgie. Daneben sorgen zwei Kuranstalten (Lázně Libverda und Lázně Kunratice) für die Rehabilitation Kranker. Sie sind spezialisiert auf Bewegungstherapie, Herzkrankheiten und Rheumatismus.

### Kultur
Der Bezirk durchlebte eine bewegte Geschichte, die sich in zahlreichen Denkmälern widerspiegelt. Die Historie lässt sich im Severočeské muzeum in Liberec nachvollziehen, daneben kann man in dieser Stadt die Galerie und die Wissenschaftliche Bibliothek besuchen sowie das F. X. Šalda-Theater, das Naive Theater, den Botanischen Garten und den Zoo. Neben 257 Büchereien kann man im Bezirk weitere Museen, Galerien und Wandertheater besuchen.

## Fremdenverkehr
Zu den historisch wertvollen Denkmälern, die Gäste des Bezirkes zur Besichtigung einladen, gehören die Burgen und Schlösser (Burg Bezděz, Schloss Zákupy, Schloss Lemberk, Schloss Frýdlant, Schloss Sychrov, Schloss Hrubý Rohozec, Burg Valdštejn) und eine Reihe von Kirchen. Hinzu kommen viele Seen wie Máchovo jezero. Den Besuchern stehen etwa 50.000 Betten zur Verfügung. Daneben spielt auch der individuelle Urlaub eine wichtige Rolle. Zahlreiche Hütten und Pensionen vor allem in den Bezirken Česká Lípa und Semily bieten guten Komfort. Aktiver Winter- und Sommerurlaub wird vor allem in den Gebirgen des Bezirkes betrieben (Riesengebirge, Isergebirge, Český ráj, Doksy, Lausitzer Gebirge, Erzgebirge).

## Politik

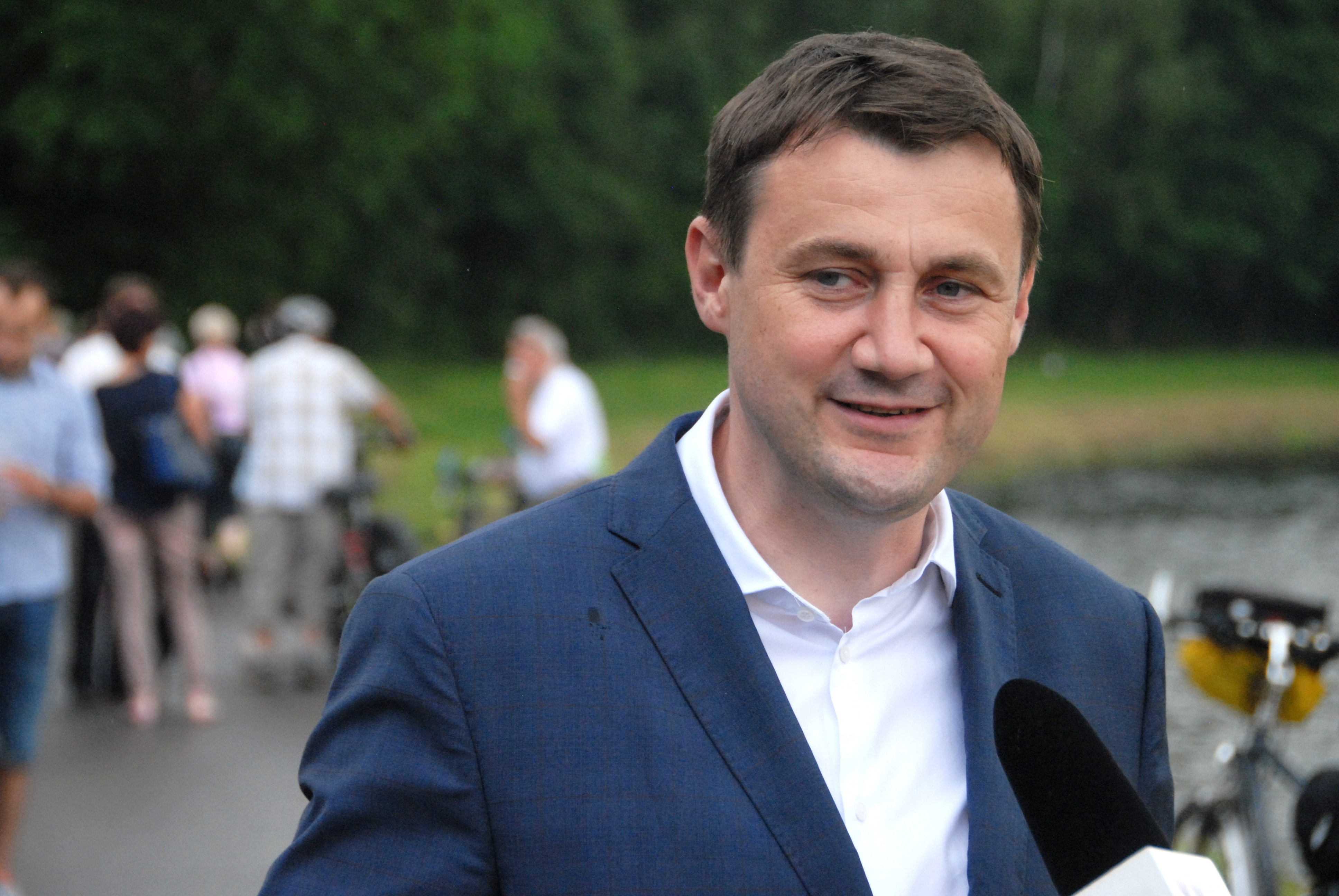
Martin Půta, 2017

Bei den Bezirkswahlen 2016 gewann wie auch 2012 eine Wählergruppe regionaler Bürgermeister (Starostové pro Liberecký kraj) mit 32,35 % der Stimmen und erhielt so 18 der 45 Mandate in der Bezirksvertretung. Zweitstärkste Kraft wurde ANO mit 17,08 % der Stimmen (9 Sitze). Je 4 Sitze erhielten die kommunistische KSČM (8,1 %), ČSSD (8,04 %), ODS (7,91 %) und eine weitere regionale Wählervereinigung (7,06 %, ZMĚNA PRO LIBERECKÝ KRAJ). Die verbleibenden 2 Sitze entfielen auf SPO + SPD (5,2 %).
Bezirkshauptmann blieb Martin Půta (STAN), der dieses Amt schon nach den vorangegangenen Wahlen 2012 vom Sozialdemokraten Stanislav Eichler übernommen hatte. Půta war davor Bürgermeister der Stadt Hrádek nad Nisou.

### Internationale Partnerschaften
Seit 2001 führt die Reichenberger Region eine Regionen-Partnerschaft mit dem Kanton St. Gallen in der Schweiz.

## Bezirke

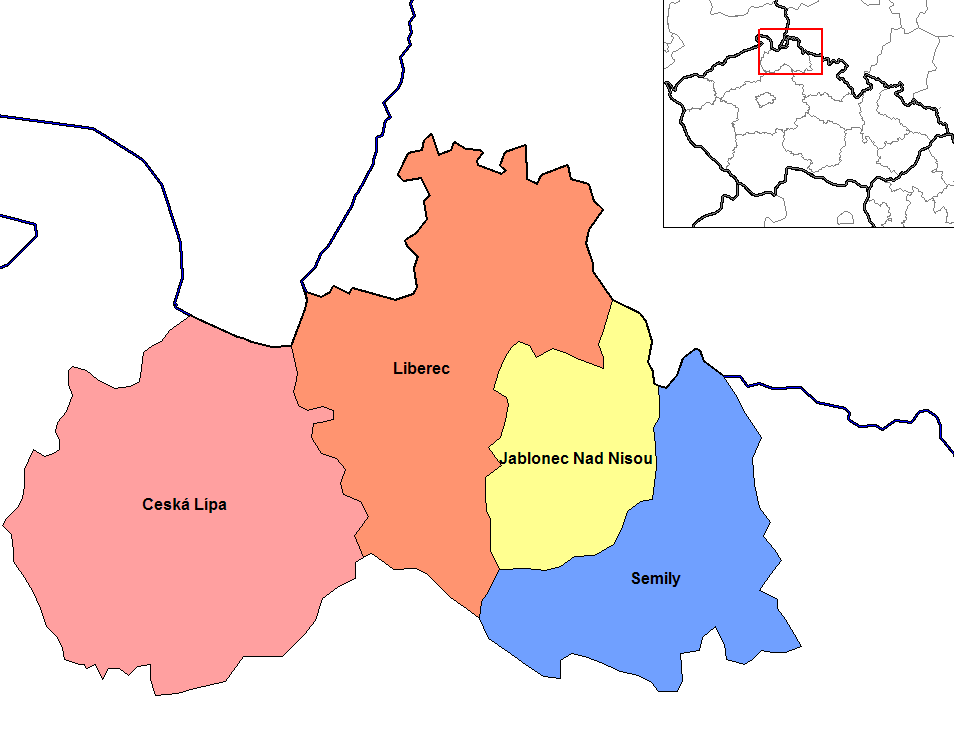

- Okres Česká Lípa
- Okres Jablonec nad Nisou
- Okres Liberec
- Okres Semily

## Bezirksstädte
- Česká Lípa (Böhmisch Leipa)
- Jablonec nad Nisou (Gablonz)
- Liberec (Reichenberg)
- Semily